# Pteris nipponica
Pteris nipponica är en kantbräkenväxtart som beskrevs av Shieh. Pteris nipponica ingår i släktet Pteris och familjen Pteridaceae. Inga underarter finns listade.